# Мазанкі (Куявсько-Поморське воєводство)
Мазанкі (пол. Mazanki) — село в Польщі, у гміні Радзинь-Хелмінський Ґрудзьондзького повіту Куявсько-Поморського воєводства.
Населення — 151 особа (2011).
У 1975-1998 роках село належало до Торунського воєводства.

## Демографія
Демографічна структура станом на 31 березня 2011 року:
|          | Загалом | Допрацездатний вік | Працездатний вік | Постпрацездатний вік |
| -------- | ------- | ------------------ | ---------------- | -------------------- |
| Чоловіки | 88      | 19                 | 60               | 9                    |
| Жінки    | 63      | 11                 | 37               | 15                   |
| Разом    | 151     | 30                 | 97               | 24                   |